# Chelle-Spou
Chelle-Spou est une commune française située dans le centre du département des Hautes-Pyrénées, en région Occitanie. Sur le plan historique et culturel, la commune est dans la région des Baronnies, dont le nom est issu d’une légende selon laquelle quatre seigneurs du Moyen Âge avaient pour habitude de festoyer ensemble aux sources de l’Arros, chacun d’eux gardant un pied sur sa terre et l’autre sur celle du voisin.
Exposée à un climat océanique altéré, elle est drainée par l'Arros, l'Arriou-Darré et par divers autres petits cours d'eau. La commune possède un patrimoine naturel remarquable composé de trois zones naturelles d'intérêt écologique, faunistique et floristique.
Chelle-Spou est une commune rurale qui compte 107 habitants en 2022, après avoir connu un pic de population de 450 habitants en 1836. Elle fait partie de l'aire d'attraction de Tarbes..
Ses habitants sont appelés les Chespouais.

## Géographie

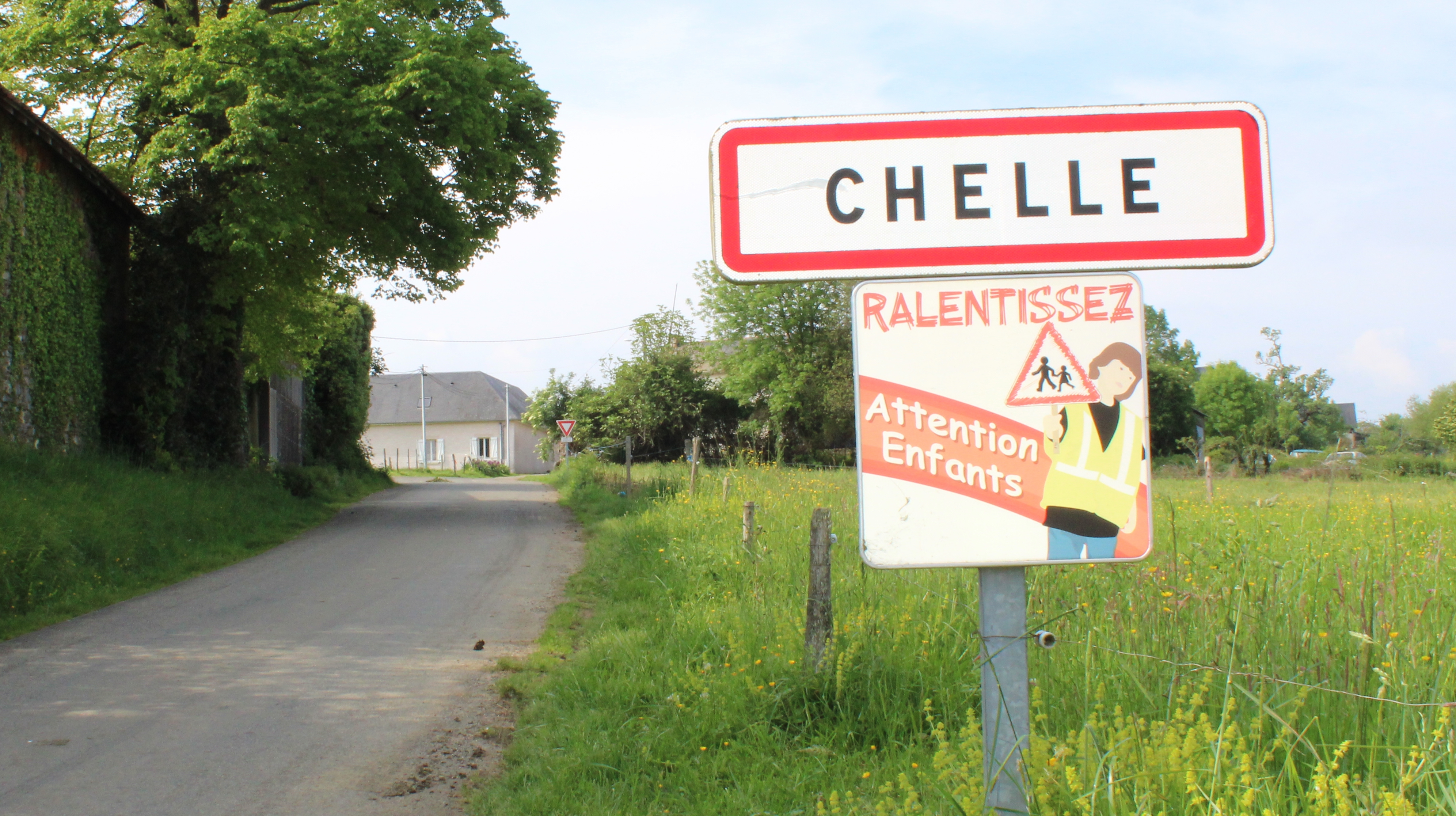
Entrée du village de Chelle.
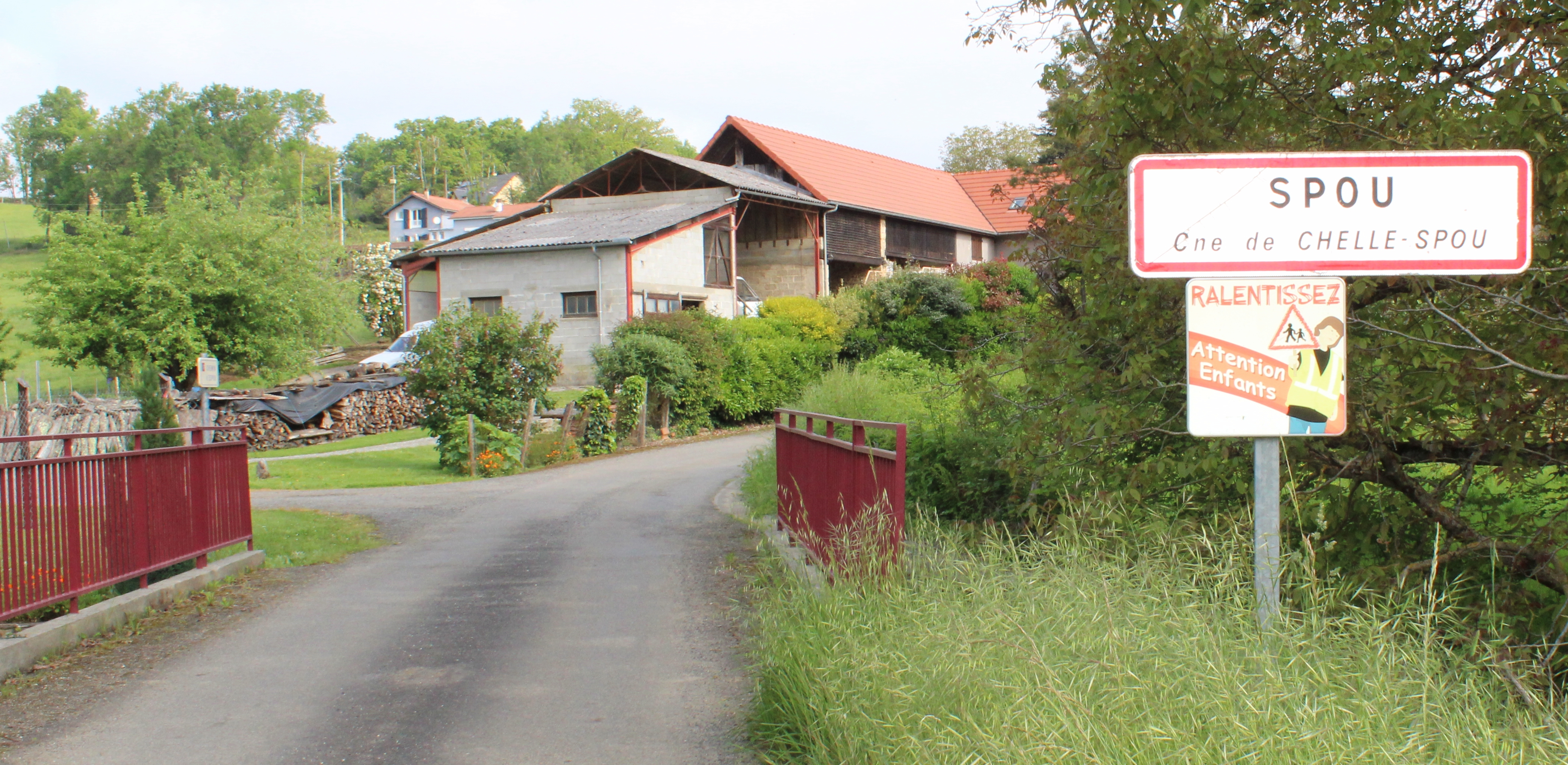
Entrée du hameau de Spou et le pont sur le ruisseau Arriou Darré.

### Localisation
La commune de Chelle-Spou se trouve dans le département des Hautes-Pyrénées, en région Occitanie.
Elle se situe à 17 km à vol d'oiseau de Tarbes, préfecture du département, à 11 km de Bagnères-de-Bigorre, sous-préfecture, et à 5 km de Tournay, bureau centralisateur du canton de la Vallée de l'Arros et des Baïses dont dépend la commune depuis 2015 pour les élections départementales.
La commune fait en outre partie du bassin de vie de Tournay.
Les communes les plus proches sont : 
Artiguemy (1,1 km), Gourgue (1,8 km), Ricaud (2,2 km), Cieutat (2,7 km), Poumarous (3,0 km), Lanespède (3,9 km), Mauvezin (4,1 km), Ozon (4,2 km).
Sur le plan historique et culturel, Chelle-Spou fait partie de l’ancien comté de Bigorre, comté historique des Pyrénées françaises et de Gascogne créé au IXe siècle puis rattaché au domaine royal en 1302, inclus ensuite au comté de Foix en 1425 puis une nouvelle fois rattaché au royaume de France en 1607. La commune est dans le pays de Tarbes et de la Haute Bigorre.

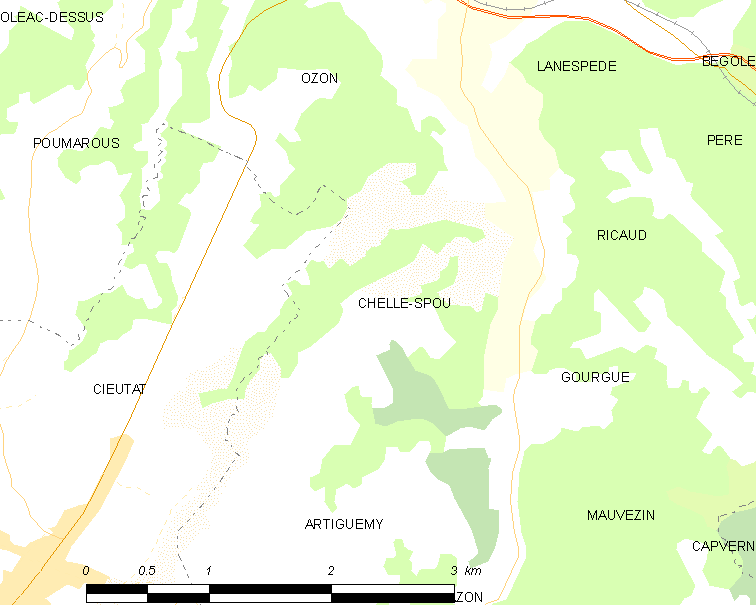
Carte de la commune de Chelle-Spou et des proches communes.

|         | Ozon        | Ricaud  |
| Cieutat | Chelle-Spou | Gourgue |
|         | Artiguemy   |         |

### Hydrographie
L'Arros, affluent de rive droite  de l’Adour, traverse la commune  du sud au nord et forme  la limite est avec les communes de Ricaud et Gourgue.

Le ruisseau de	l'Espierra affluent de rive gauche de l’Arros, traverse la commune d’ouest en est et forme une partie de la limite sud avec la commune d’Artiguemy.

Le ruisseau de l’Arriou Darré, affluent de rive gauche de l’Arros, traverse la commune d’ouest en est au sud du hameau de Spou et forme une partie de la limite ouest avec la commune de Cieutat.

Le ruisseau de Gascorre, affluent de rive gauche de l’Arros, traverse la commune d’ouest en est et forme la limite nord avec la commune d’Ozon.

### Climat
Le climat qui caractérise la commune est qualifié, en 2010, de « climat océanique altéré », selon la typologie des climats de la France qui compte alors huit grands types de climats en métropole. En 2020, la commune ressort du même type de climat dans la classification établie par Météo-France, qui ne compte désormais, en première approche, que cinq grands types de climats en métropole. Il s’agit d’une zone de transition entre le climat océanique et les climats de montagne et le climat semi-continental. Les écarts de température entre hiver et été augmentent avec l'éloignement de la mer. La pluviométrie est plus faible qu'en bord de mer, sauf aux abords des reliefs.
Les paramètres climatiques qui ont permis d’établir la typologie de 2010 comportent six variables pour les températures et huit pour les précipitations, dont les valeurs correspondent à la normale 1971-2000. Les sept principales variables caractérisant la commune sont présentées dans l'encadré ci-après.
| Paramètres climatiques communaux sur la période 1971-2000 - Moyenne annuelle de température : 12,3 °C - Nombre de jours avec une température inférieure à −5 °C : 3 j - Nombre de jours avec une température supérieure à 30 °C : 5,4 j - Amplitude thermique annuelle : 14,5 °C - Cumuls annuels de précipitation : 1 065 mm - Nombre de jours de précipitation en janvier : 10,1 j - Nombre de jours de précipitation en juillet : 7,7 j |

Avec le changement climatique, ces variables ont évolué. Une étude réalisée en 2014 par la Direction générale de l'Énergie et du Climat complétée par des études régionales prévoit en effet que la  température moyenne devrait croître et la pluviométrie moyenne baisser, avec toutefois de fortes variations régionales. Ces changements peuvent être constatés sur la station météorologique de Météo-France la plus proche, « Tournay », sur la commune de Tournay, mise en service en 1970 et qui se trouve à 5 km à vol d'oiseau,, où la température moyenne annuelle est de 12,9 °C et la hauteur de précipitations de 998,7 mm pour la période 1981-2010.
Sur la station météorologique historique la plus proche, « Tarbes-Lourdes-Pyrénées », sur la commune d'Ossun, mise en service en 1946 et à 22 km, la température moyenne annuelle évolue de 12,2 °C pour la période 1971-2000, à 12,6 °C pour 1981-2010, puis à 12,9 °C pour 1991-2020.

### Milieux naturels et biodiversité

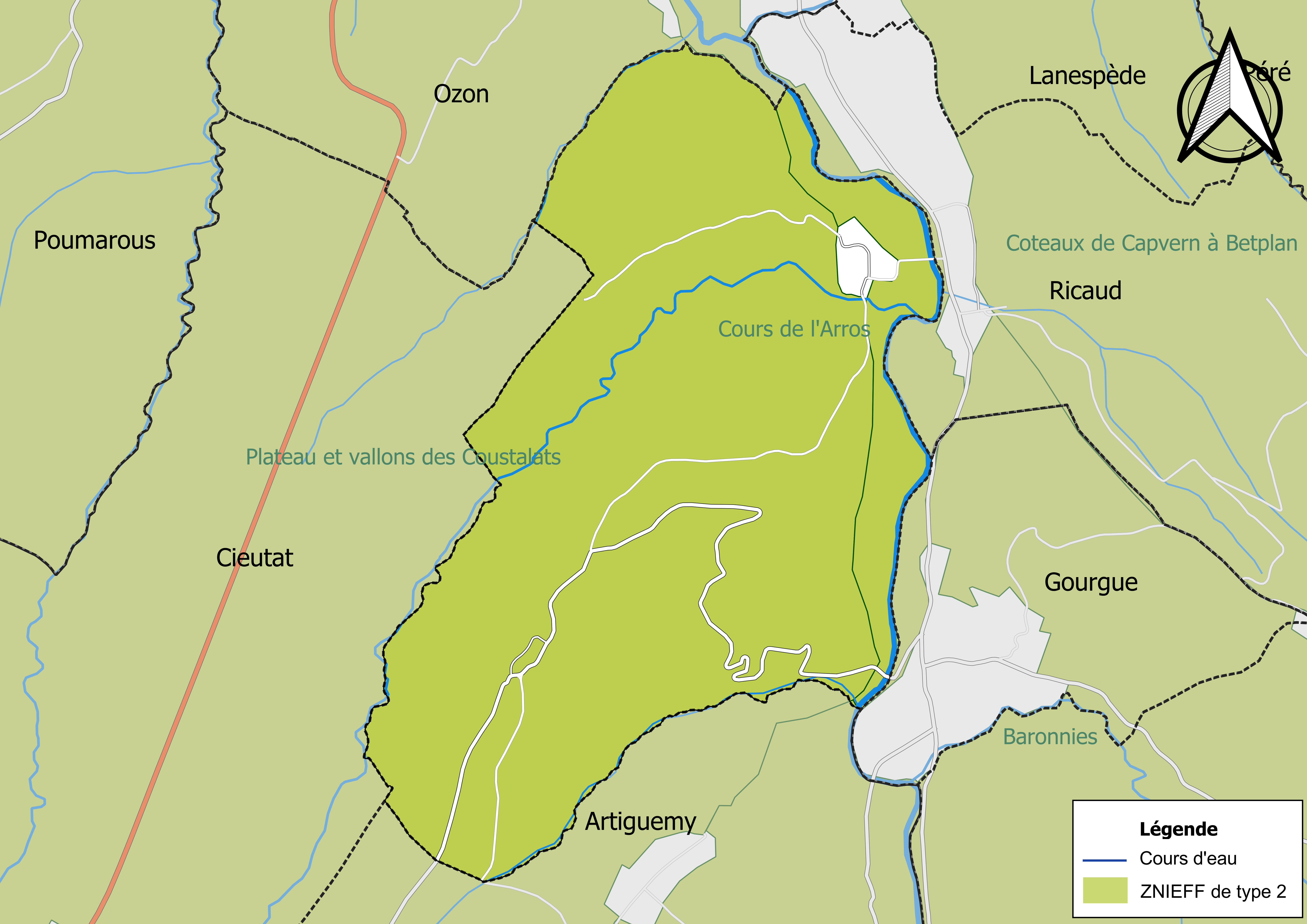
Carte des ZNIEFF de type 2 localisées sur la commune.

L’inventaire des zones naturelles d'intérêt écologique, faunistique et floristique (ZNIEFF) a pour objectif de réaliser une couverture des zones les plus intéressantes sur le plan écologique, essentiellement dans la perspective d’améliorer la connaissance du patrimoine naturel national et de fournir aux différents décideurs un outil d’aide à la prise en compte de l’environnement dans l’aménagement du territoire.
Trois ZNIEFF de type 2 sont recensées sur la commune :
- les « Baronnies » (20 367 ha), couvrant 43 communes du département[20] ;
- le « cours de l'Arros » (1 675 ha), couvrant 41 communes dont 20 dans le Gers et 21 dans les Hautes-Pyrénées[21] ;
- le « plateau et vallons des Coustalats » (7 832 ha), couvrant 25 communes du département[22].

## Urbanisme

### Typologie
Au 1er janvier 2024, Chelle-Spou est catégorisée commune rurale à habitat dispersé, selon la nouvelle grille communale de densité à sept niveaux définie par l'Insee en 2022.
Elle est située hors unité urbaine. Par ailleurs la commune fait partie de l'aire d'attraction de Tarbes, dont elle est une commune de la couronne,. Cette aire, qui regroupe 153 communes, est catégorisée dans les aires de 50 000 à moins de 200 000 habitants,.

### Occupation des sols
L'occupation des sols de la commune, telle qu'elle ressort de la base de données européenne d’occupation biophysique des sols Corine Land Cover (CLC), est marquée par l'importance des territoires agricoles (62,2 % en 2018), une proportion identique à celle de 1990 (62,2 %). La répartition détaillée en 2018 est la suivante : 
zones agricoles hétérogènes (54,7 %), forêts (37,8 %), prairies (7,4 %).
L'IGN met par ailleurs à disposition un outil en ligne permettant de comparer l’évolution dans le temps de l’occupation des sols de la commune (ou de territoires à des échelles différentes). Plusieurs époques sont accessibles sous forme de cartes ou photos aériennes : la carte de Cassini (XVIIIe siècle), la carte d'état-major (1820-1866) et la période actuelle (1950 à aujourd'hui).

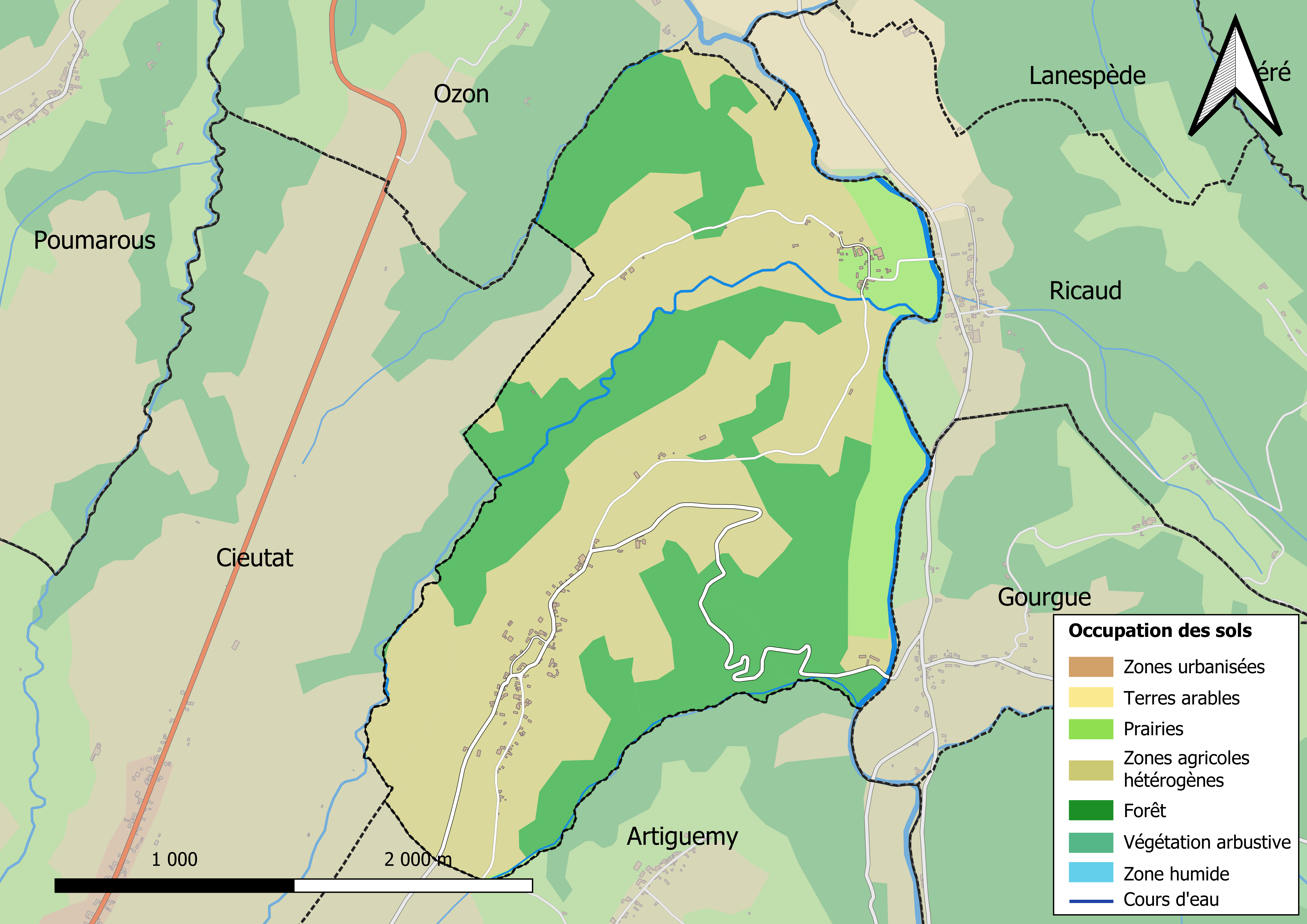
Carte des infrastructures et de l'occupation des sols en 2018 (CLC) de la commune.
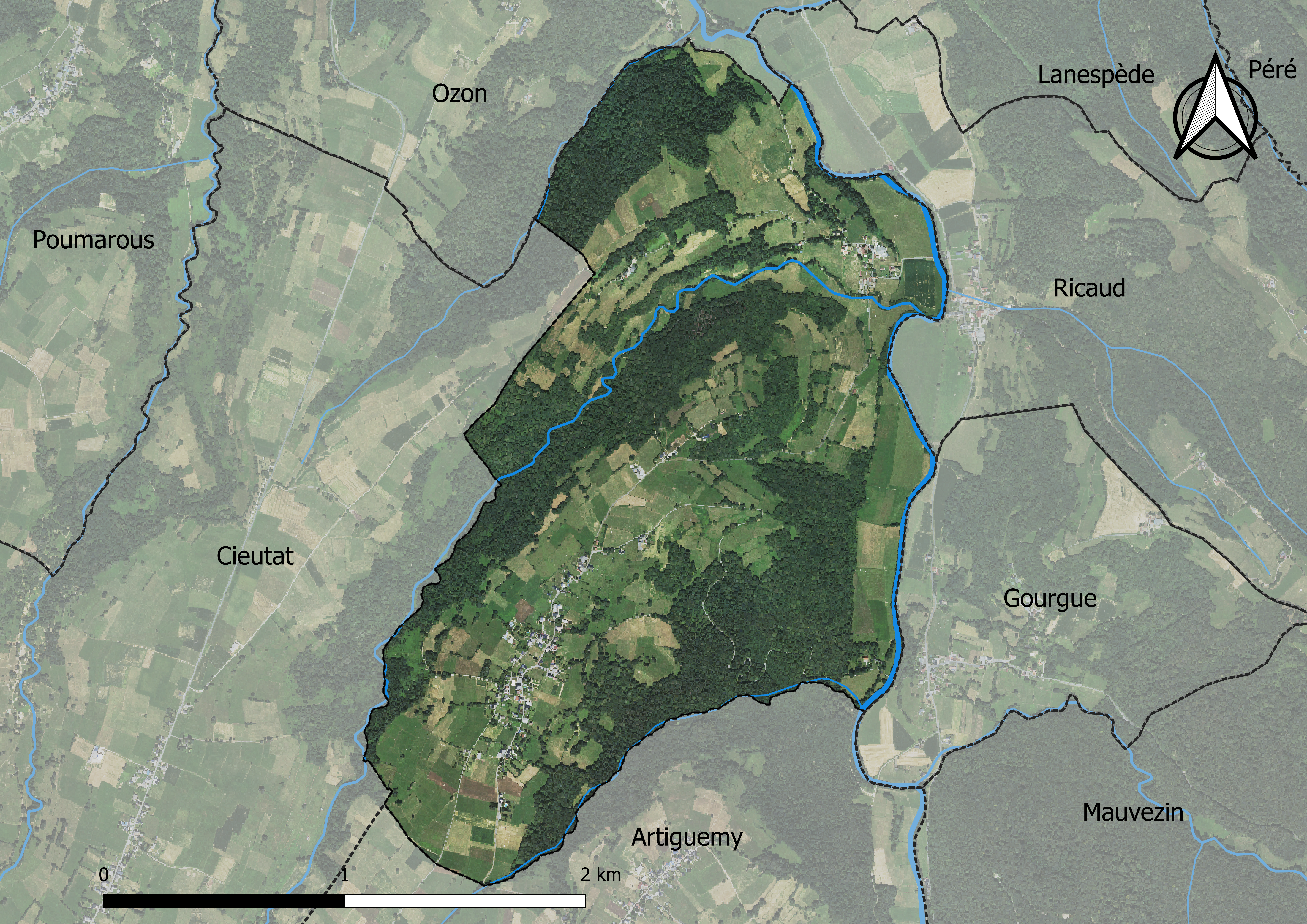
Carte orthophotogrammétrique de la commune.

### Logement
En 2012, le nombre total de logements dans la commune est de 67.

Parmi ces logements, 76.2  % sont des résidences principales, 19.0  % des résidences secondaires 4.8  % des logements vacants.

### Voies de communication et transports
Cette commune est desservie par la route départementale D 120.

### Risques majeurs
Le territoire de la commune de Chelle-Spou est vulnérable à différents aléas naturels : météorologiques (tempête, orage, neige, grand froid, canicule ou sécheresse), inondations, feux de forêts, mouvements de terrains et séisme (sismicité moyenne). Il est également exposé à un risque technologique,  le transport de matières dangereuses. Un site publié par le BRGM permet d'évaluer simplement et rapidement les risques d'un bien localisé soit par son adresse soit par le numéro de sa parcelle.

#### Risques naturels
Certaines parties du territoire communal sont susceptibles d’être affectées par le risque d’inondation par débordement de cours d'eau, notamment l'Arros. La cartographie des zones inondables en ex-Midi-Pyrénées réalisée dans le cadre du XIe Contrat de plan État-région, visant à informer les citoyens et les décideurs sur le risque d’inondation, est accessible sur le site de la DREAL Occitanie. La commune a été reconnue en état de catastrophe naturelle au titre des dommages causés par les inondations et coulées de boue survenues en 1982, 1999, 2007 et 2009,.
Chelle-Spou est exposée au risque de feu de forêt. Un plan départemental de protection des forêts contre les incendies a été approuvé par arrêté préfectoral le 21 avril 2020 pour la période 2020-2029. Le précédent couvrait la période 2007-2017. L’emploi du feu est régi par deux types de réglementations. D’abord le code forestier et l’arrêté préfectoral du 27 octobre 2014, qui réglementent l’emploi du feu à moins de 200 m des espaces naturels combustibles sur l’ensemble du département. Ensuite celle établie dans le cadre de la lutte contre la pollution de l’air, qui interdit le brûlage des déchets verts des particuliers. L’écobuage est quant à lui réglementé dans le cadre de commissions locales d’écobuage (CLE)

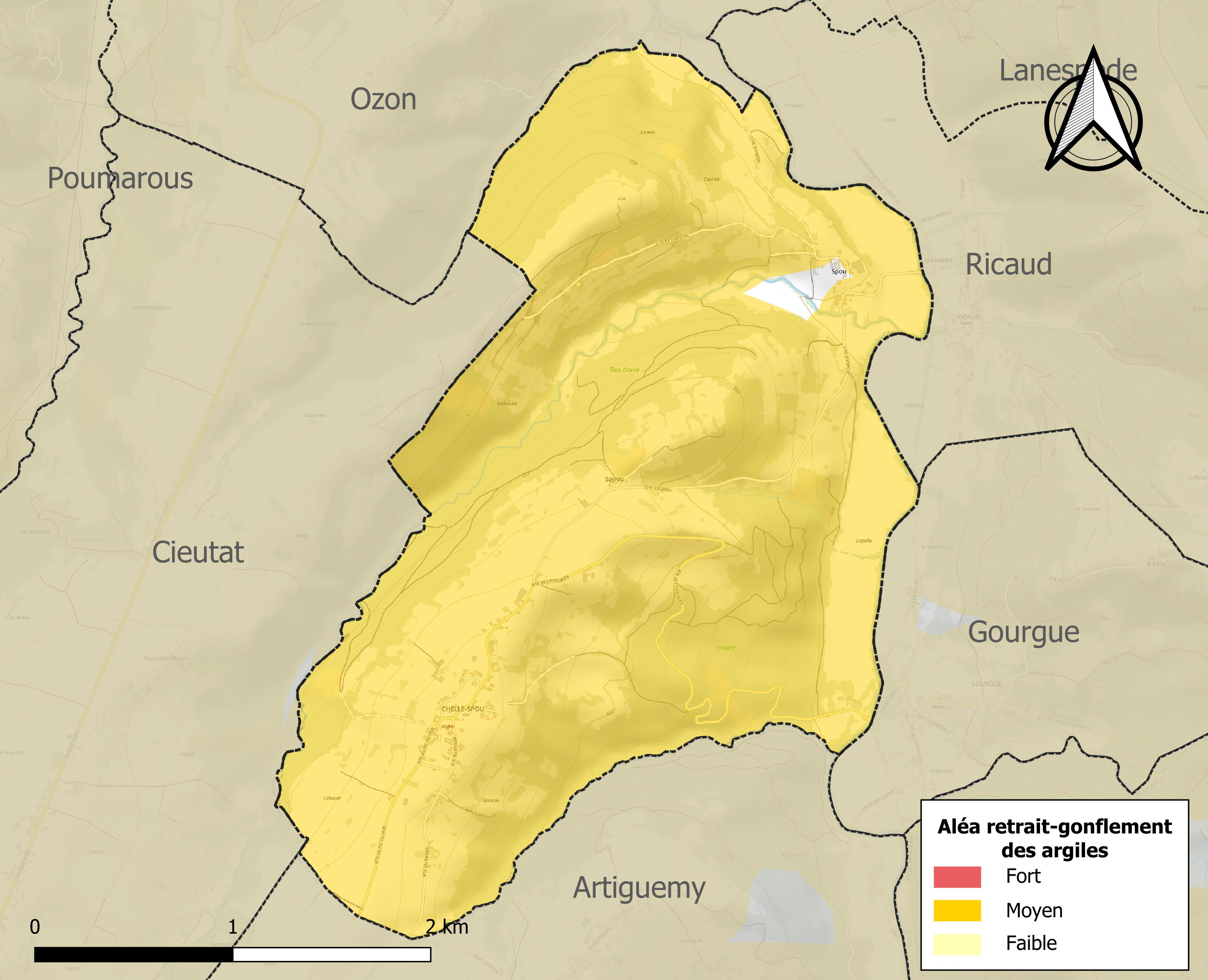
Carte des zones d'aléa retrait-gonflement des sols argileux de Chelle-Spou.

Les mouvements de terrains susceptibles de se produire sur la commune sont des mouvements de sols liés à la présence d'argile et des tassements différentiels.
Le retrait-gonflement des sols argileux est susceptible d'engendrer des dommages importants aux bâtiments en cas d’alternance de périodes de sécheresse et de pluie. 99,1 % de la superficie communale est en aléa moyen ou fort (44,5 % au niveau départemental et 48,5 % au niveau national). Sur les 66 bâtiments dénombrés sur la commune en 2019, 64 sont en aléa moyen ou fort, soit 97 %, à comparer aux 75 % au niveau départemental et 54 % au niveau national. Une cartographie de l'exposition du territoire national au retrait gonflement des sols argileux est disponible sur le site du BRGM,.
Par ailleurs, afin de mieux appréhender le risque d’affaissement de terrain, l'inventaire national des cavités souterraines permet de localiser celles situées sur la commune.
Concernant les mouvements de terrains, la commune a été reconnue en état de catastrophe naturelle au titre des dommages causés par des mouvements de terrain en 1999 et par des glissements de terrain en 1993.

#### Risque technologique
Le risque de transport de matières dangereuses sur la commune est lié à sa traversée par une canalisation de transport d'hydrocarbures. Un accident se produisant sur une telle infrastructure est susceptible d’avoir des effets graves sur les biens, les personnes ou l'environnement, selon la nature du matériau transporté. Des dispositions d’urbanisme peuvent être préconisées en conséquence.

## Toponymie

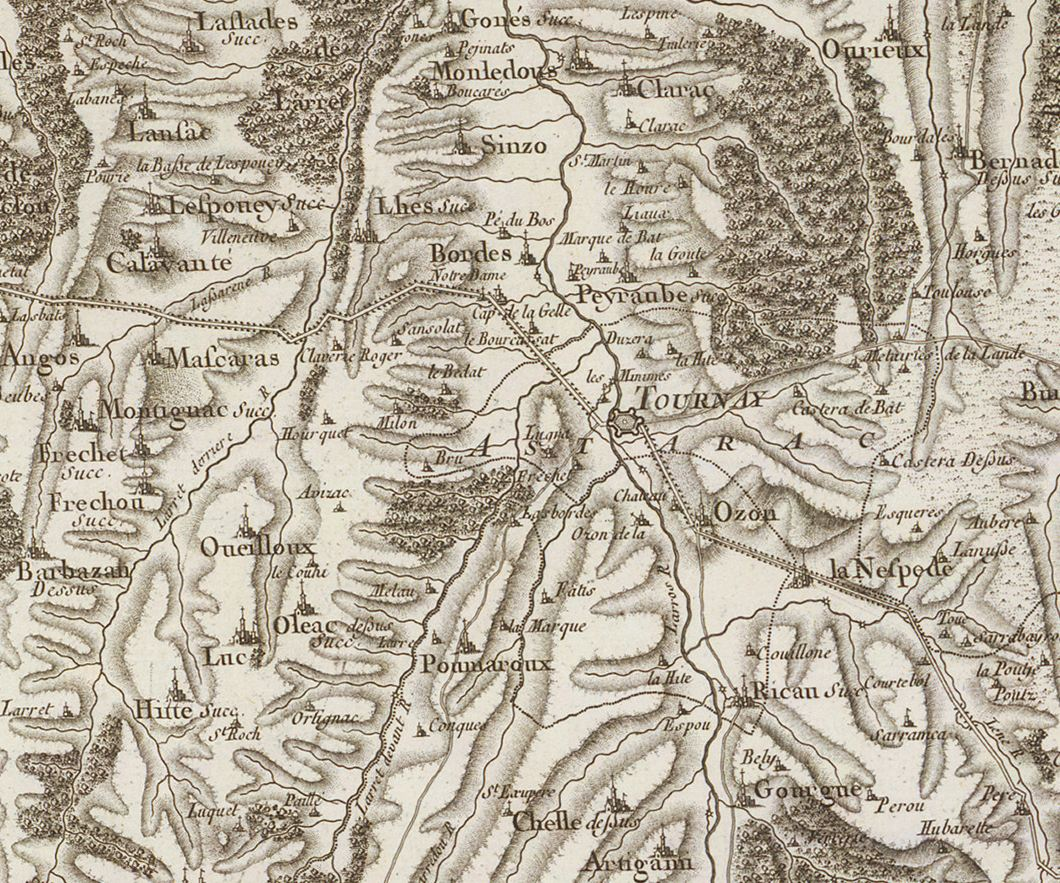
Extrait de la carte de Cassini (entre 1756 et 1789) situant Chelle-Spou au sud de Tournay

On trouvera les principales informations dans le Dictionnaire toponymique des communes des Hautes Pyrénées de Michel Grosclaude et Jean-François Le Nail qui rapporte les dénominations historiques du village :
- Chelle-Spou est désignée sous les noms de Chelle-Dessus, puis de Chelle en 1790 et en 1801, de Chelle-Spou en 1806.

### Chelle
Dénominations historiques :
- A Siela, (v. 1200-1230, cartulaire de Bigorre) ;
- Sila, (1256, contrat mariage Esquivat) ;
- Augerius de Filie, … en Auger d’Essiela ; Gastonus de Filie, … Gasto d’Essiela, (1283, procès Bigorre) ;
- Esfiele, (1285, Montre Bigorre) ;
- Gasto d’Effiele, (1285, Balencie, procès Bigorre) ;
- de Schela, (1300, enquête Bigorre) ;
- De Shela, (1313, Debita regi Navarre) ;
- De Xella Superiori, latin (1342, pouillé de Tarbes) ;
- de Xella Superiore, latin (1379, procuration Tarbes) ;
- Chelle-Dessus, (1770-1791, registres paroissiaux) ;
- Chelle-Dessus, (1790, Département 1) ;
- Chelle Dessus, (fin XVIIIe siècle, carte de Cassini).

Nom occitan : Shèla.

### Spou
Dénominations historiques :
- de-Spor, (1313, Debita regi Navarre) ;
- de Spaone, latin (1313, Debita regi Navarre) ;
- de-Spoos, (1429, censier de Bigorre) ;
- Espou, (1745-1787, registres paroissiaux) ;
- Espou, (fin XVIIIe siècle, carte de Cassini).

Étymologie : du gascon espon ; du latin sponda (= versant, talus, limite, talus faisant limite).

Nom occitan : Espon.

## Histoire
Le village est formé de Chelle-Dessus et de Spou, une ancienne baronnie en Arroustang.
Les d'Asson d'Argelès résidèrent au château de Chelle rasé au XVIIIe siècle.

### Carte de Cassini

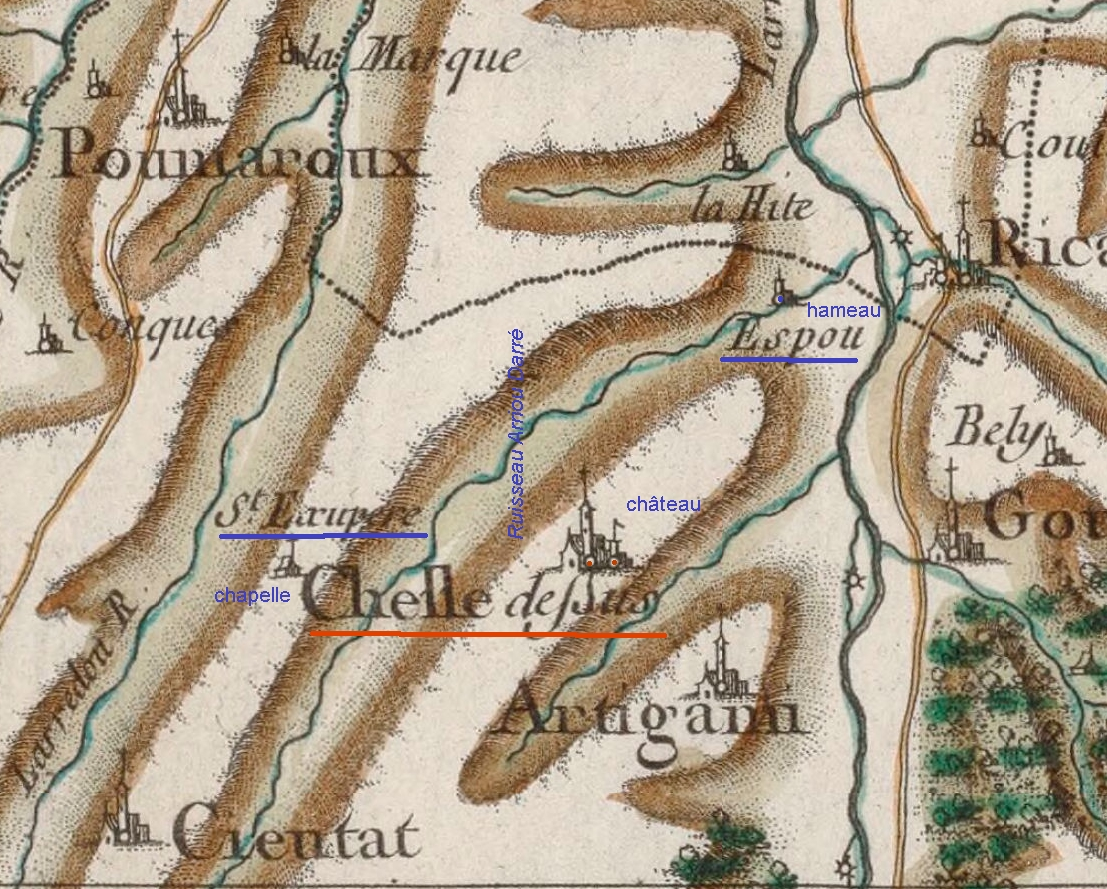
Carte de Cassini du secteur vers 1750.

La carte de Cassini ci-dessus montre qu'au XVIIIè siècle, Chelle- Dessus  est une paroisse située sur les hauteurs entre les vallées des ruisseaux Arriou Darré et L'Espierra.
En plus de l'église, la petite tour surmontée d'un drapeau signifie que le village possèdait un château (aujourd'hui disparu).
Au nord-est, Spou qui s'écrivait Espou n'était alors qu'un hameau sans église.

### Cadastre napoléonien de Chelle-Spou
Le plan cadastral napoléonien de Chelle-Spou est consultable sur le site des archives départementales des Hautes-Pyrénées.

## Politique et administration

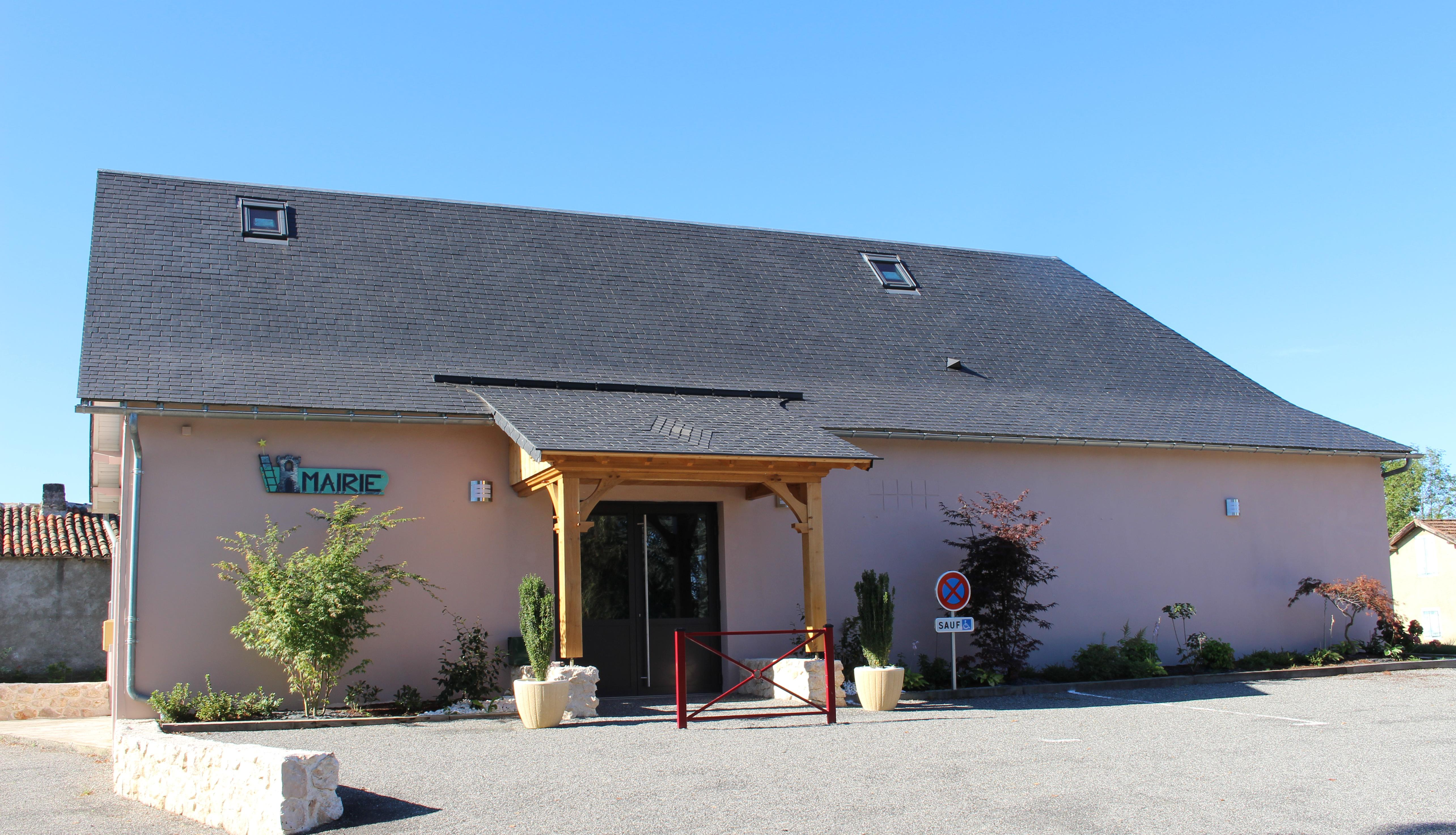
La mairie en 2014.

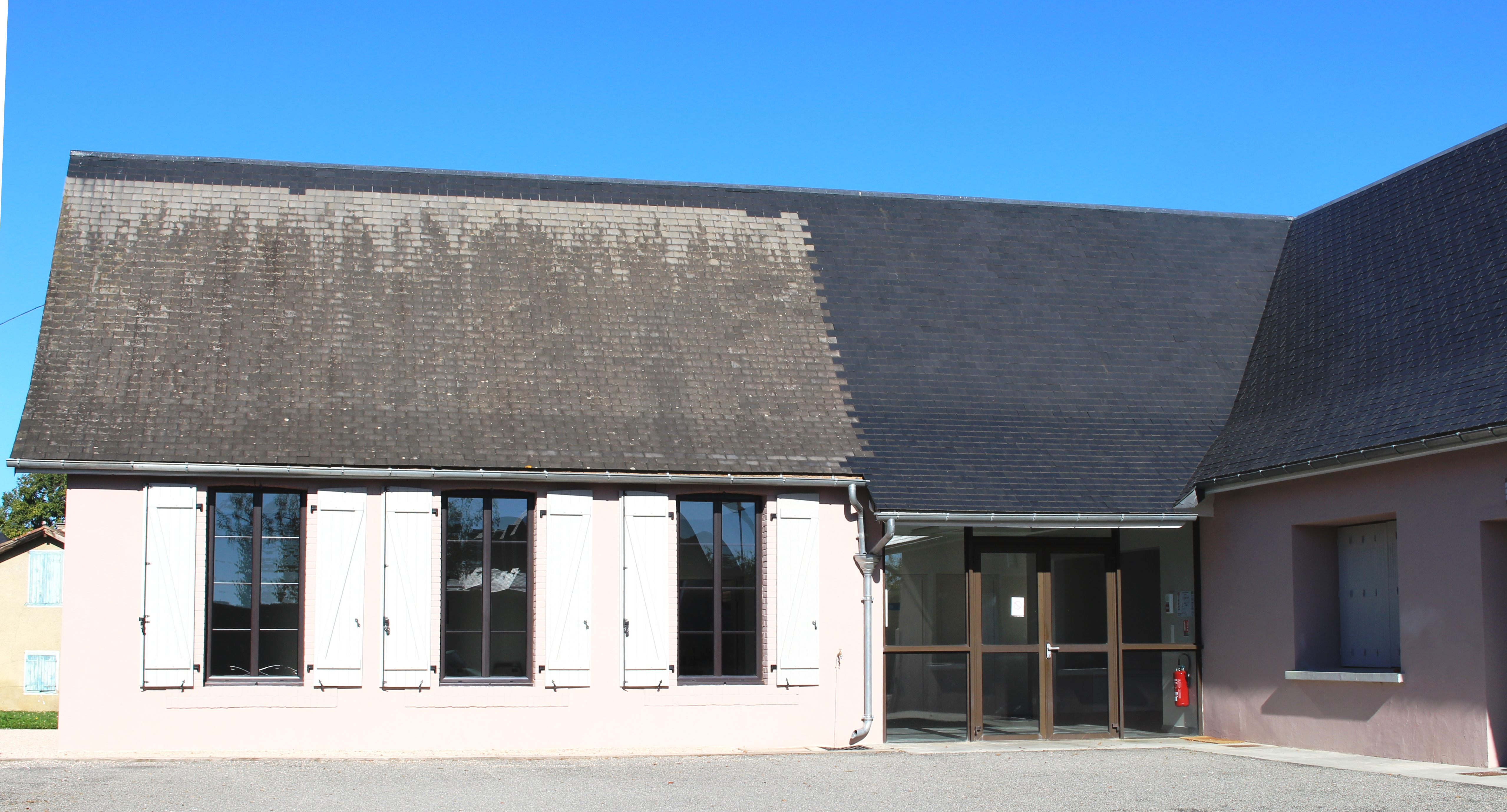
Le foyer rural en 2014.

### Liste des maires
| Période                                  | Période   | Identité        | Étiquette | Qualité |
| ---------------------------------------- | --------- | --------------- | --------- | ------- |
| Les données manquantes sont à compléter. |           |                 |           |         |
|                                          |           |                 |           |         |
| 1979                                     | 2008      | Clément Cieutat |           |         |
| mars 2008                                | mars 2020 | Patrick Darre   |           |         |
| mars 2020                                | en cours  | Noël Abadie     |           |         |

### Rattachements administratifs et électoraux

#### Historique administratif
Sénéchaussée de Toulouse, pays de Nébouzan, viguerie  de Mauvezin, canton  de  Bagnères puis de Bourg (1790), de Lannemezan (depuis 1801). Chelle-Spou est désignée sous les noms de Chelle-Dessus, puis de Chelle en 1790 et en 1801, de Chelle-Spou en 1806.

#### Intercommunalité
Chelle-Spou appartient à la communauté de communes du Plateau de Lannemezan Neste-Baronnies-Baïses créée en janvier 2017 et qui réunit 57 communes.

## Population et société

### Démographie

#### Évolution démographique
| 1793 | 1800 | 1806 | 1821 | 1831 | 1836 | 1841 | 1846 | 1851 |
| ---- | ---- | ---- | ---- | ---- | ---- | ---- | ---- | ---- |
| 305  | 299  | 329  | 397  | 414  | 450  | 396  | 423  | 402  |

| 1856 | 1861 | 1866 | 1872 | 1876 | 1881 | 1886 | 1891 | 1896 |
| ---- | ---- | ---- | ---- | ---- | ---- | ---- | ---- | ---- |
| 419  | 416  | 430  | 413  | 411  | 370  | 335  | 318  | 293  |

| 1901 | 1906 | 1911 | 1921 | 1926 | 1931 | 1936 | 1946 | 1954 |
| ---- | ---- | ---- | ---- | ---- | ---- | ---- | ---- | ---- |
| 252  | 261  | 261  | 212  | 192  | 186  | 170  | 139  | 131  |

| 1962 | 1968 | 1975 | 1982 | 1990 | 1999 | 2005 | 2006 | 2010 |
| ---- | ---- | ---- | ---- | ---- | ---- | ---- | ---- | ---- |
| 125  | 114  | 103  | 95   | 95   | 91   | 89   | 88   | 110  |

| 2015 | 2020 | 2022 | - | - | - | - | - | - |
| ---- | ---- | ---- | - | - | - | - | - | - |
| 118  | 110  | 107  | - | - | - | - | - | - |

Commencé après 1836, l'exode rural a particulièrement frappé Chelle-Spou jusqu'à la fin du XXe siècle où il s'est stabilisé.

### Enseignement
La commune dépend de l'académie de Toulouse. Elle ne dispose plus d'école en 2016.

## Économie

### Emploi
|                | 2008  | 2013  | 2018  |
| -------------- | ----- | ----- | ----- |
| Commune        | 5,3 % | 9,1 % | 6,3 % |
| Département    | 7,7 % | 9,4 % | 9,8 % |
| France entière | 8,3 % | 10 %  | 10 %  |

En 2018, la population âgée de 15 à 64 ans s'élève à 67 personnes, parmi lesquelles on compte 81,3 % d'actifs (75 % ayant un emploi et 6,3 % de chômeurs) et 18,8 % d'inactifs,. Depuis 2008, le taux de chômage communal (au sens du recensement) des 15-64 ans est inférieur à celui de la France et du département.
La commune fait partie de la couronne de l'aire d'attraction de Tarbes, du fait qu'au moins 15 % des actifs travaillent dans le pôle,. Elle compte 8 emplois en 2018, contre 12 en 2013 et 11 en 2008. Le nombre d'actifs ayant un emploi résidant dans la commune est de 52, soit un indicateur de concentration d'emploi de 16,3 % et un taux d'activité parmi les 15 ans ou plus de 59,6 %.
Sur ces 52 actifs de 15 ans ou plus ayant un emploi, 8 travaillent dans la commune, soit 16 % des habitants. Pour se rendre au travail, 87,8 % des habitants utilisent un véhicule personnel ou de fonction à quatre roues, 4,1 % s'y rendent en deux-roues, à vélo ou à pied et 8,2 % n'ont pas besoin de transport (travail au domicile).

## Culture locale et patrimoine

### Lieux et monuments

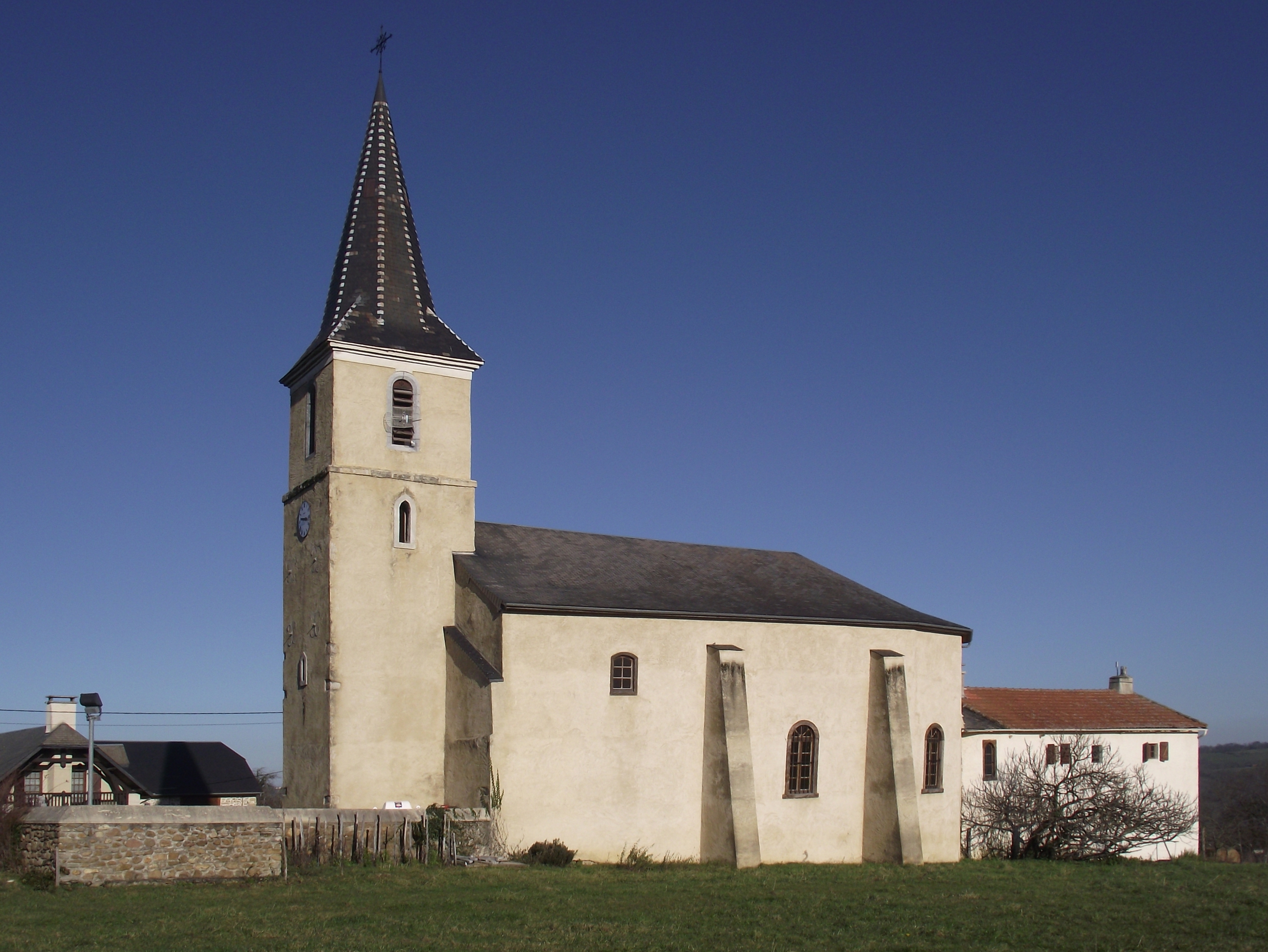
L'église de l'Assomption.

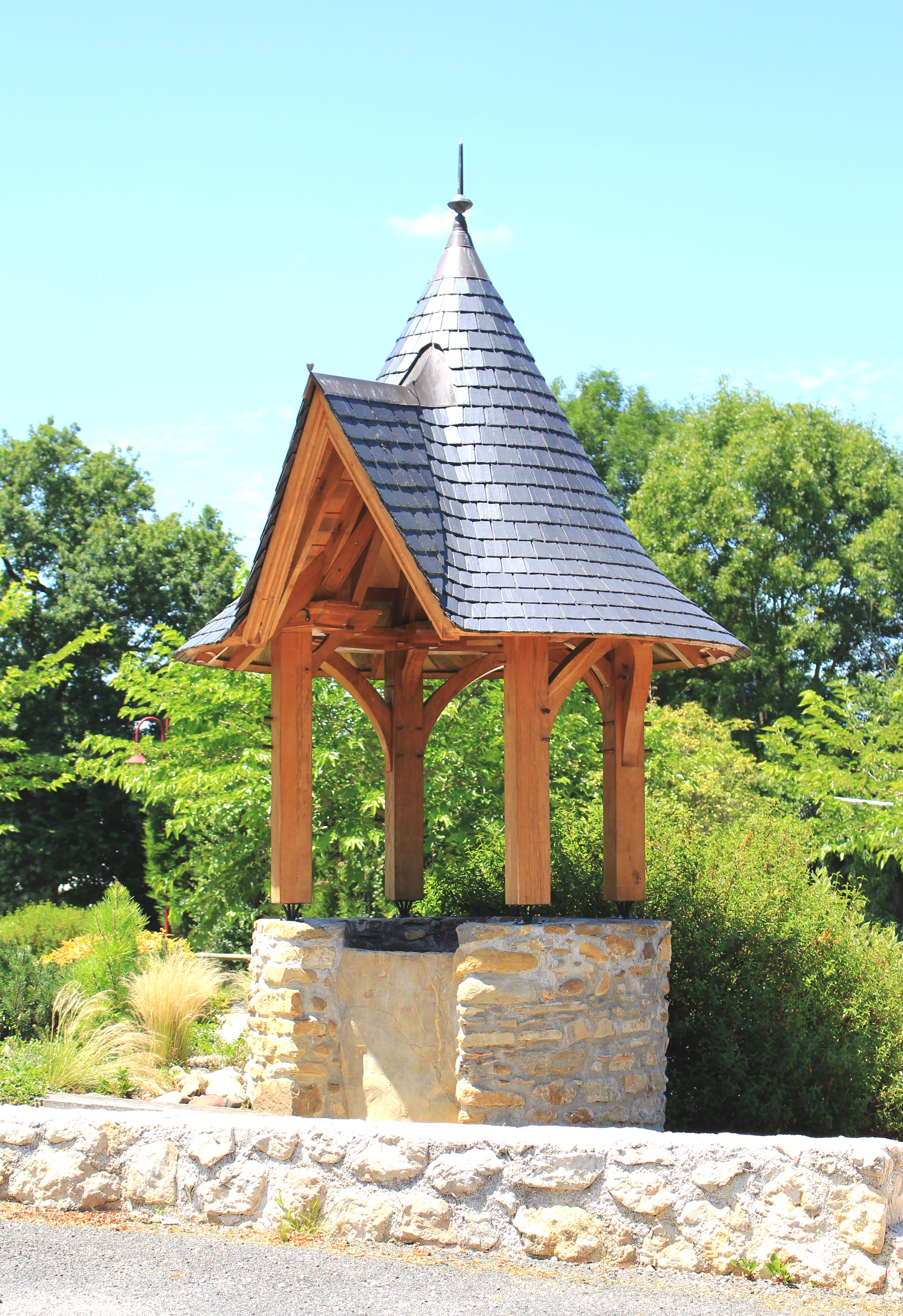
Le puits.

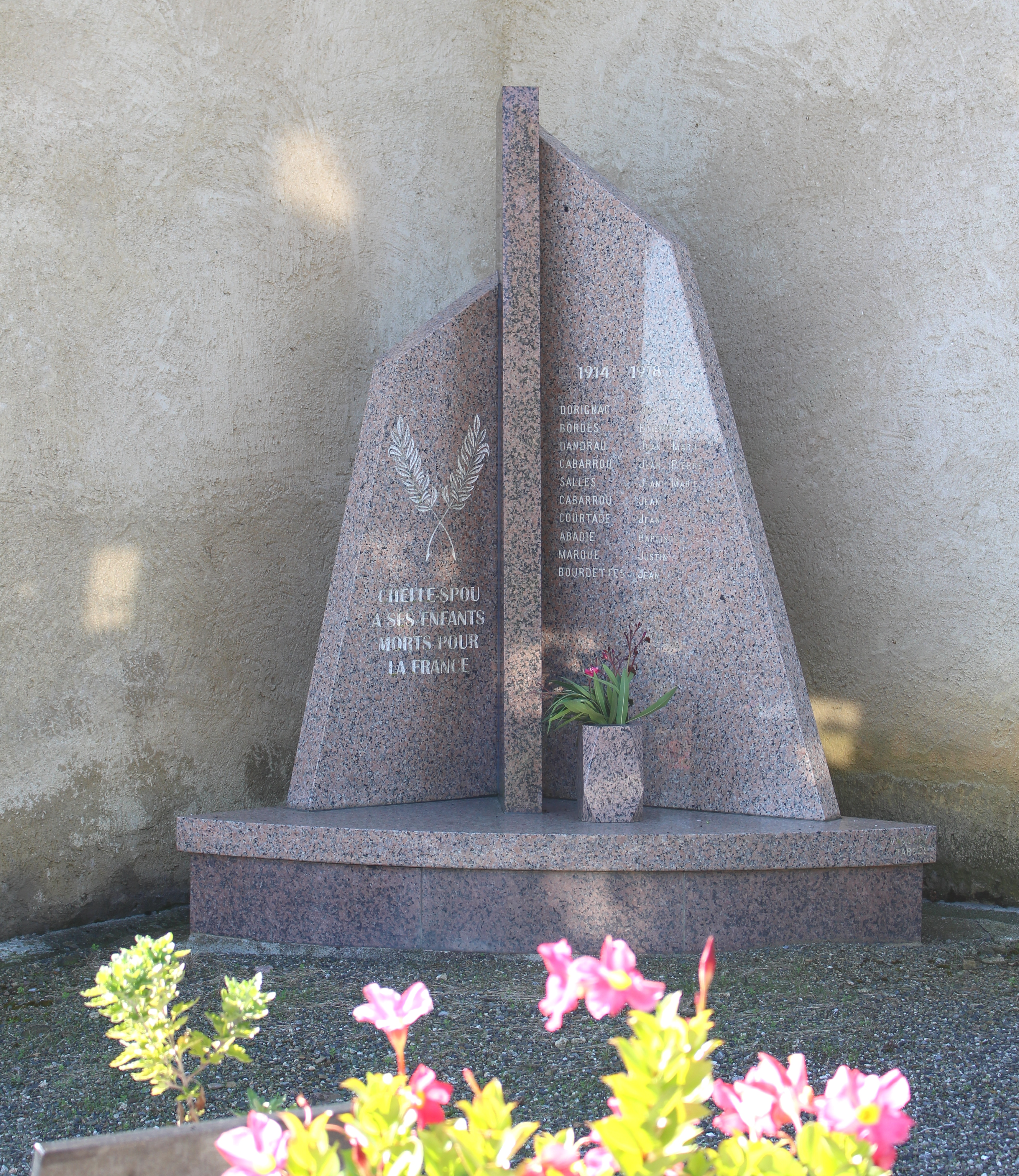
Le Monument aux morts municipal.

- Église de l'Assomption de Chelle-Spou.

### Personnalités liées à la commune
- Général Minvielle[réf. nécessaire].

### Héraldique
| Blason | Blasonnement : Parti : au premier d'azur à l'échelle à six échelons d'argent posée en bande et accompagnée en chef d'une étoile d'or, au second de gueules à la tour ronde d'argent maçonnée, ouverte et ajourée de sable. |

Sélection de vues de l'église de l'Assomption.
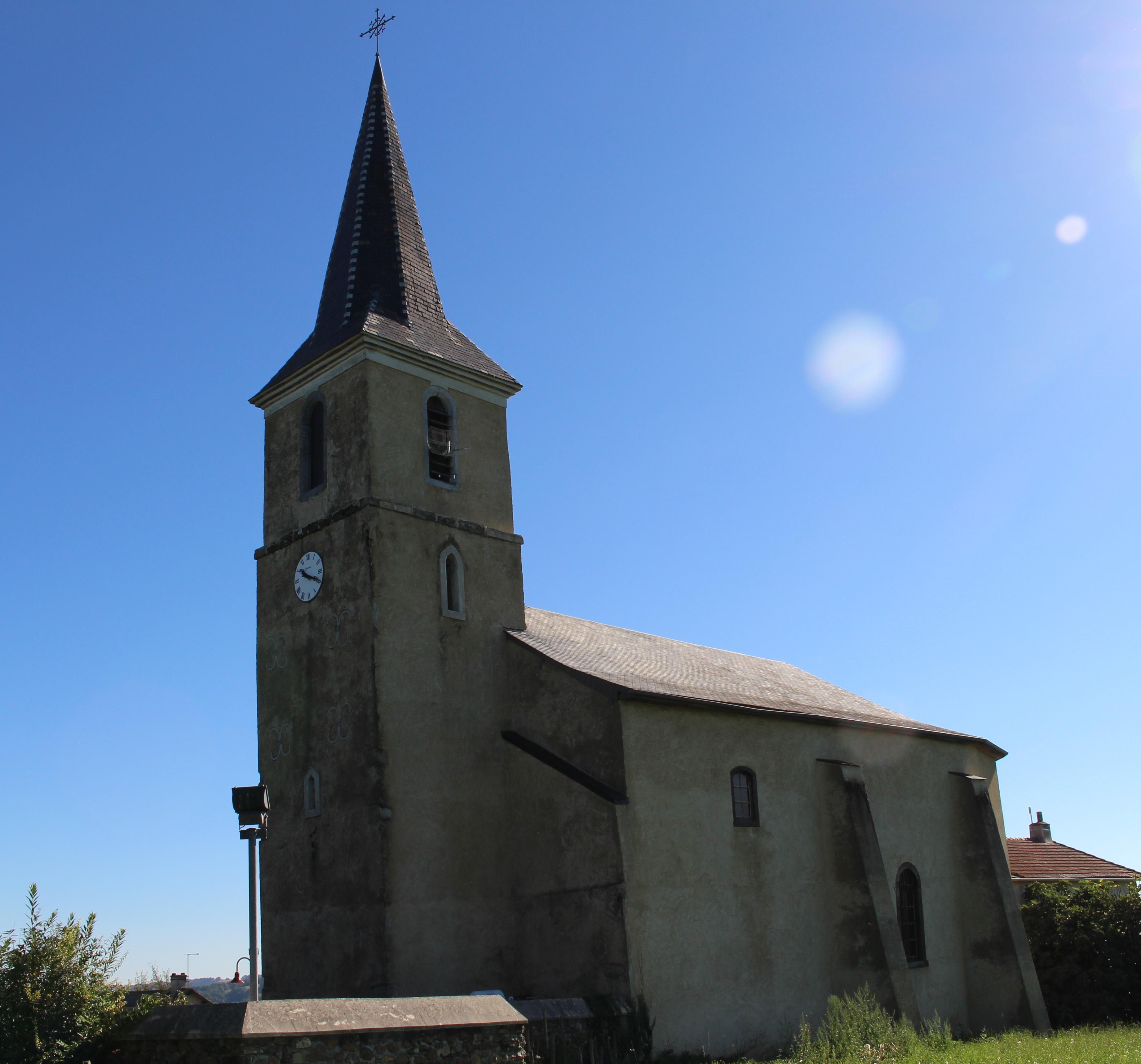
L'église en 2014.
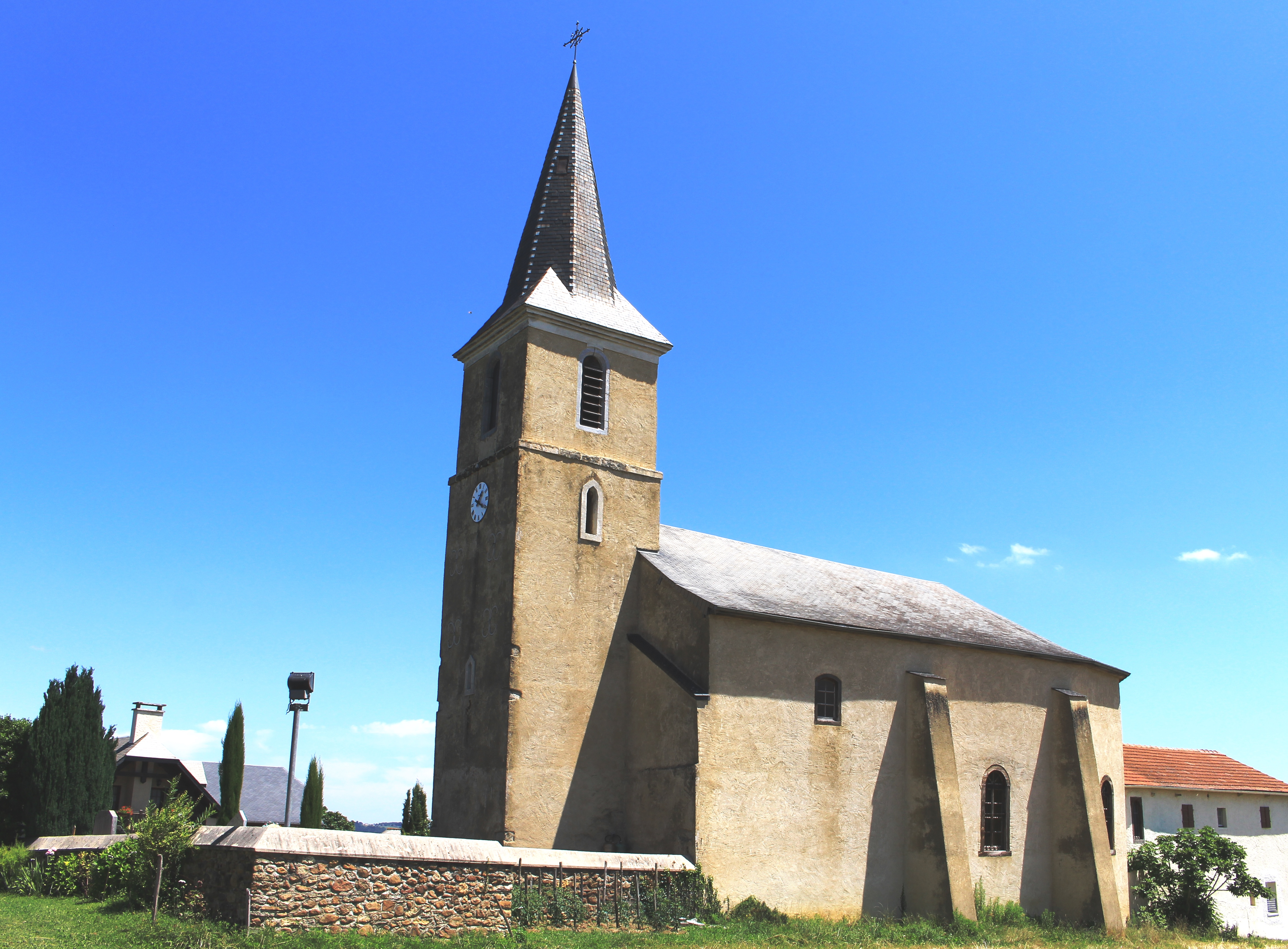
L'église en 2019.
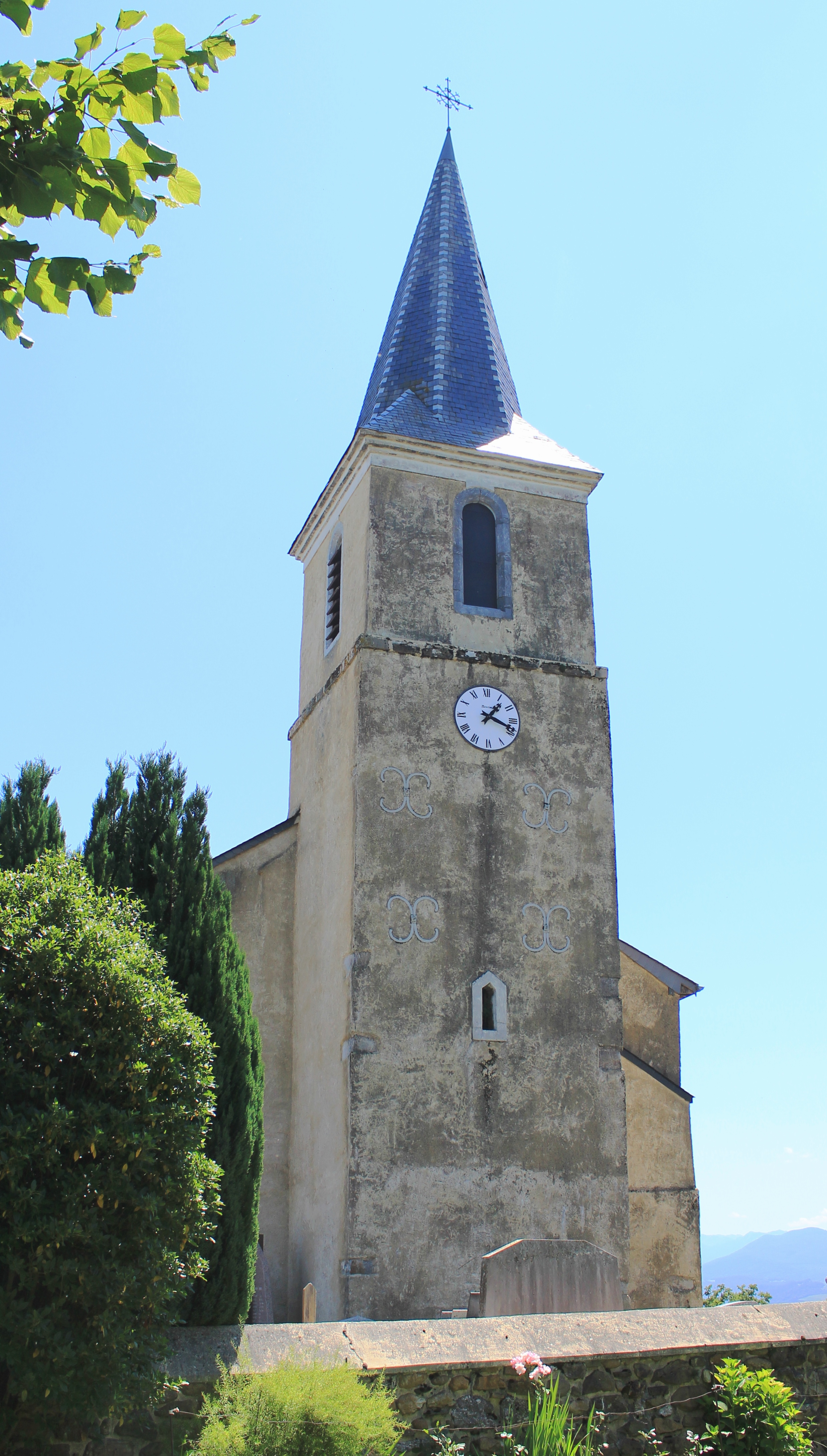